# بيت هديان (الرجم)

تعديل مصدري - تعديل

بيت هديان هي إحدى قرى عزلة بني الغسال بمديرية الرجم التابعة لمحافظة المحويت، بلغ تعداد سكانها 84 نسمة حسب تعداد اليمن لعام 2004.